# Arzignano Grifo Calcio a 5 2005-2006
Questa pagina raccoglie i dati riguardanti l'Arzignano Grifo Calcio a 5, squadra di calcio a 5 militante in serie A, nelle competizioni ufficiali del 2005-2006.

## Rosa
| N° | Naz.                 | Ruolo | Sportivo          | Anno     |  |  |
| -- | -------------------- | ----- | ----------------- | -------- |  |  |
| 1  | Brasile (bandiera)   | POR   | Eduardo Bragaglia | 25.01.85 |  |  |
| 12 | Argentina (bandiera) | POR   | Gastón Leston     | 06.04.81 |  |  |
| 5  | Brasile (bandiera)   | DIF   | Márcio Brancher   | 21.05.67 |  |  |
| 8  | Brasile (bandiera)   | DIF   | Danilo            | 29.12.71 |  |  |
| 11 | Paraguay (bandiera)  | LAT   | Marcos Benítez    | 17.02.85 |  |  |
| 7  | Italia (bandiera)    | LAT   | Andrea Bearzi     | 28.10.75 |  |  |
| -  | Brasile (bandiera)   | LAT   | Giovani Rafagnin  | 16.01.81 |  |  |
| -  | Venezuela (bandiera) | LAT   | Marlon Sánchez    | 26.10.77 |  |  |
| 6  | Argentina (bandiera) | LAT   | Fernando Wilhelm  | 05.04.82 |  |  |
| 10 | Colombia (bandiera)  | UNI   | Jhon Pinilla      | 10.04.80 |  |  |
| 4  | Paraguay (bandiera)  | PIV   | José Rotella      | 22.06.83 |  |  |
| 9  | Italia (bandiera)    | PIV   | Fabrizio Amoroso  | 20.11.80 |  |  |